# Comité olympique d'Arabie saoudite
Le Comité olympique d'Arabie saoudite est le comité national olympique d'Arabie saoudite fondé en 1964 et reconnu depuis 1965 par le Comité international olympique.